# Тим, Доминик
До́миник Тим (нем. Dominic Thiem; род. 3 сентября 1993 года в Винер-Нойштадте, Австрия) — австрийский профессиональный теннисист; победитель одного турнира Большого шлема в одиночном разряде (Открытый чемпионат США 2020); финалист трёх турниров Большого шлема в одиночном разряде (Открытый чемпионат Франции 2018 и 2019, Открытый чемпионат Австралии 2020); финалист Итогового турнира ATP (2019 и 2020 годов) в одиночном разряде; победитель 17 турниров ATP в одиночном разряде; бывшая третья ракетка мира в одиночном разряде. Один из двух австрийцев в истории, побеждавших на турнирах Большого шлема в одиночном разряде.
В юниорах: победитель одиночного турнира Orange Bowl (2011); финалист одного юниорского турнира Большого шлема в одиночном разряде (Открытый чемпионат Франции-2011); финалист парного турнира Orange Bowl (2011); полуфиналист одного юниорского турнира Большого шлема в парном разряде (Открытый чемпионат США-2011); бывшая вторая ракетка мира в юниорском рейтинге.

## Общая информация
Доминик — один из двух сыновей Вольфганга и Карин Тим. У Доминика есть брат Мориц. Отец и мать — тренеры по теннису. Доминик в теннисе с шести лет, любимое покрытие — грунт, лучший удар — форхенд. Свободно говорит по-немецки и по-английски, учит французский.
Доминик тренировался у Гюнтера Бресника с возраста 9 лет, отец Доминика работал тренером в теннисной академии Бресника с 1997 года. В мае 2019 года стало известно, что Тим прекратил 17-летнее сотрудничество с Бресником, который последнее время являлся менеджером теннисиста, после того как тренером Доминика стал чилиец Николас Массу (именно Бресник порекомендовал Массу в качестве нового тренера для Тима). Новым менеджером Тима стал член совета директоров ATP Гервиг Страка. В начале января 2020 года одним из тренеров Тима стал знаменитый австрийский теннисист Томас Мустер, но уже две недели спустя во время Открытого чемпионата Австралии сотрудничество прекратилось. Тим сказал, что личные отношения остались на хорошем уровне, но работа не сложилась, Тим предпочёл работать с командой, которая была у него до этого. Мустер заявил, что рассчитывал на долговременное сотрудничество, но «бывают дома с красивым фасадом, но редко знаешь, кто живет внутри». Из-за сотрудничества с Массу Тим стал очень популярен в Чили, в местных СМИ его стали называть «приёмным чилийцем».
Среди любимых занятий, помимо тенниса, Доминику нравится смотреть футбол, он болеет за футбольный клуб «Челси». Также он любит кататься на лыжах. Из гастрономических предпочтений, Тим признался, что любит японскую кухню, особенно суши.
С середины 2017 года Тим встречался с французской теннисисткой Кристиной Младенович, в мае 2018 года пара публично подтвердила свои отношения. В ноябре 2019 года Тим и Младенович расстались.

## Спортивная карьера

### Юниорские годы
Доминик начал выделяться среди сверстников уже в юниорский период, когда, постепенно шлифуя своё игровое мастерство, он смог к 2011 году стать одним из ведущих теннисистов своей возрастной группы. В том сезоне он сыграл в одиночном финале юниорского Ролан Гаррос, где проиграл американцу Бьорну Фратанджело в трёх сетах. Он регулярно бывал на поздних стадиях турниров высших категорий и выиграл осенью престижную в юниорском теннисе связку турниров США: сначала став сильнейшим на турнире в Брейдентоне, а затем победив на Orange Bowl (в финале Тим разгромил соотечественника Патрика Офнера). Высшую позицию в рейтинг-листе он, впрочем, заработал по итогам предыдущего года, когда после планового исключения из классификации ряда 18-летних соперников поднялся на вторую строчку.

### Первые годы во взрослом туре
Статус одного из ведущих юниоров страны позволил Тиму начать свою карьеру в протуре с активного совмещения в своём календаре турниров базовой серии взрослого тура с более статусными «челленджерами» и соревнованиями основного тура ATP, проводящимися при содействии Австрийской теннисной ассоциации. Дебют Доминика в мировом туре состоялся в августе 2011 года на домашнем турнире в Кицбюэле. В ноябре 2011 года австриец добрался до своего первого финала взрослого одиночного турнира — на «фьючерсе» в Турции, а в мае следующего года и выиграл первый одиночный титул на подобном уровне — на аналогичном призе в Чехии.
В августе 2013 года, после ряда побед на «фьючерсах», Тим удачно пользуется очередной возможностью сыграть в основной сетке турнира ATP — на грунтовом соревновании в Кицбюэле он победил сразу двух игроков Top-100 и впервые вышел в четвертьфинал соревнований подобного уровня; одним из проигравших ему стал первая ракетка Австрии Юрген Мельцер. Полученный опыт позволил Доминику заметно прибавить в результатах в оставшийся период года — в сентябре он впервые победил на «челленджере» (в Кенитре), а в октябре повторил свой летний успех (выход в 1/4 финала) на другом австрийском турнире ATP в Вене, где навязал равную борьбу действующему игроку Top-10: Жо-Вильфриду Тсонга, уступив французу лишь на тай-брейке решающего сета. Там же Тим, в альянсе с соотечественником Максимилианом Нойхристом, неплохо провёл и парный турнир, дойдя до полуфинала и переиграв сеянную команду Джейми Маррей / Джон Пирс. В конце сезона Доминик выигрывает ещё один «челленджер» в одиночном разряде в Касабланке, за счёт чего закрепляется во второй сотне рейтинга.

### 2014 год: первый финал в мировом туре, попадание в топ-40
Успехи прошлого года позволили Тиму в 2014 году чаще играть соревнования основного тура ATP, а также заявляться в квалификации турниров серии Большого шлема. Первое соревнование подобного статуса — Открытый чемпионат Австралии — сложился для него удачно: пройдя три раунда квалификации, австриец пробился в основную сетку и выиграл там один матч.
В феврале Тим впервые поднялся в топ-100 мирового рейтинга. В марте на турнире серии Мастерс в американском Индиан-Уэлсе австриец из отборочной сетки пробился в третий раунд основных соревнований, попутно переиграв тогдашнюю 23-ю ракетку мира Жиля Симона, благодаря чему впервые вернулся и закрепился в первой сотне рейтинга. Доминик провёл свой первый матч за национальную сборную в Кубке Дэвиса, заменив в заявке команды травмированного Юргена Мельцера. Первый опыт оказался неудачным: австрийцы уступили на выезде словакам, а Тим проиграл оба своих матча (в решающей парной встрече, вместе с Александром Пейей, он уступил матч, выиграв два стартовых сета).
В грунтовой части сезона Доминик вышел в третий раунд турнира в Барселоне и мастерса в Мадриде, где к тому же впервые обыграл теннисиста из топ-10 (№ 3 в мире на тот момент Стэна Вавринку). Также он выиграл свой первый матч на Открытом чемпионате Франции.
Травяной отрезок не принёс особых результатов, но к концу лета Тим вновь вышел на пик формы: сначала пройдя в третий раунд в Гамбурге, а затем добравшись до финала в Кицбюэле, где в борьбе за свой первый титул АТП-тура австриец уступил бельгийцу Давиду Гоффену (6-4, 1-6, 3-6). Переход на хардовые турниры поначалу приносит лишь поражения, но на Открытом чемпионате США Доминик выиграл сразу три матча, переиграв Лукаша Лацко, Фелисиано Лопеса и Эрнеста Гулбиса, и впервые выходит в 1/8 финала на турнирах Большого шлема.
Осенняя часть сезона 2014 года прошла с минимумом выигранных матчей, год Тим завершил на 39-м месте в мировом рейтинге.

### 2015 год: три титула АТП и топ-20
На Открытом чемпионате Австралии Тим уже в первом круге проиграл 13-му сеянному испанцу Роберто Баутисте Агуту.
В феврале он дошёл до 1/4 финала турнира в Марселе в зале, где вновь уступил Баутисте Агуту. В марте Тим удачно выступил на турнире серии мастерс в Майами, выиграв 4 матча и дойдя до 1/4 финала, в котором уступил 4-й ракетке мира Энди Маррею (6-3, 4-6, 1-6).
Следующий раз в четвертьфинал Тим попал в конце апреля на грунтовом турнире в Мюнхене. Во второй половине мая накануне Открытого чемпионата Франции 21-летний Доминик сумел выиграть свой первый в карьере турнир АТП. На грунте в Ницце Тим последовательно обыграл пять игроков топ-50. Лишь Леонардо Майер в финале сумел взять один сет у Доминика, но Тим в упорном матче победил — 6-7(8), 7-5, 7-6(2). На Открытом чемпионате Франции Тим проиграл во втором раунде.
На трёх турнирах перед Уимблдоном Тим выиграл только один матч из четырёх. На Уимблдонском турнире Тим, посеянный под 32-м номером, выиграл свой первый матч в одиночном разряде на этом турнире Большого шлема, победив в первом круге Дуди Селу, но во втором круге уступил в 5 сетах Фернандо Вердаско.
В середине июля Тим выступил за сборную Австрии в Кубке Дэвиса во встрече с Нидерландами, но на грунтовых кортах в Кицбюэле он проиграл два одиночных матча Робину Хасе в трёх сетах и Тимо де Баккеру в пяти.
Вторая половина июля сложилась удачно — в конце июля Доминик выиграл турнир в хорватском Умаге, победив в финале португальца Жуана Соузу (6-4, 6-1). Сразу вслед за этим он отправился на турнир в швейцарский Гштад, где выиграл второй подряд титул. В полуфинале австриец обыграл 18-ю ракетку мира Фелисиано Лопеса в трёх сетах, а в финале был сильнее 14-й ракетки мира Давида Гоффена (7-5, 6-2).
В Кицбюэле он довёл свою победную серию до 10 матчей, выйдя в полуфинал, где уступил Филиппу Кольшрайберу — 0-6, 6-7(6). Благодаря этим успехам 21-летний Тим впервые в карьере вошёл в топ-20 мирового рейтинга, поднявшись 8 августа на 18-ю строчку. На Открытом чемпионате США Тим (20-й номер посева) дошёл до третьего круга, где проиграл в трёх сетах 14-й ракетке мира Кевину Андерсону.
На осенних турнирах на харде в зале и на открытом воздухе он лишь раз сумел выиграть больше одного матча, выйдя в полуфинал турнира в Санкт-Петербурге. Тим завершил сезон на 20-м месте в мировом рейтинге, одержав за год три свои первые победы на турнирах АТП.

### 2016 год: полуфинал на Ролан Гаррос, первый титул ATP 500 и попадание в топ-10
На первом турнире года в австралийском Брисбене Тим вышел в полуфинал, обыграв в четвертьфинале 13-ю ракетку мира Марина Чилича в трёх сетах — 2-6, 7-6(4), 6-4. В борьбе за выход в финал он уступил Роджеру Федереру(1-6, 4-6). На Открытом чемпионате Австралии Тим впервые вышел в третий круг, но там уступил 16-й ракетке мира Давиду Гоффену.
В начале февраля Доминик выиграл грунтовый турнир в Буэнос-Айресе. При этом он едва не выбыл уже во втором круге, с трудом победив 142-ю ракетку мира португальца Гаштана Элиаша, отыграв матчбол во втором сете — 3-6 7-6(7) 6-3. В полуфинале австриец впервые в карьере победил Рафаэля Надаля, занимавшего тогда пятое место в рейтинге, — 6-4, 4-6, 7-6(4). Доминик в этом матче также отыграл матчбол в третьем сете. В финале Тим вновь показал волю к победе, обыграв в равном матче Николаса Альмагро — 7-6(2), 3-6, 7-6(4). Для Доминика этот титул стал четвёртым в карьере на уровне ATP и первым за пределами Европы. Вслед за этим он вышел в полуфинал турнира АТП 500 в Рио-де-Жанейро, победив в 1/4 финала шестую ракетку мира Давида Феррера (6-3, 6-2).
На следующем турнире АТП 500 — уже на харде в Акапулько. В финале, который продолжался чуть менее двух часов, Доминик был сильнее австралийца Бернарда Томича — 7-6(6), 4-6, 6-3. На стыке зимы и весны Тим сыграл за сборную в Кубке Дэвиса в матче против португальцев и принёс три очка австрийцам, выиграв две личные и одну парную встречи.
На двух турнирах серии Мастерс на харде в США в марте и апреле Тим доходил до 1/8 финала, проиграв в Индиан-Уэлсе Жо-Вильфриду Тсонга, а в Майами — первой ракетке мира Новаку Джоковичу. На грунтовом турнире серии мастерс в Монте-Карло Тим проиграл в 4-м круге Рафаэлю Надалю (5-7, 3-6). На турнире в Мюнхене Тим был посеян под третьим номером и дошёл до финала, где был близок к победе, но уступил немцу Филиппу Кольшрайберу — 6-7(7), 6-4, 6-7(4).
На турнире серии мастерс в Риме в третьем раунде Тим обыграл вторую ракетку мира Роджера Федерера, который испытывал проблемы со спиной — 7-6(2), 6-4. В четвертьфинале Тим уступил Кэю Нисикори (3-6, 5-7). В Ницце Тим впервые в карьере сумел второй раз выиграть один и тот же турнир АТП, защитив свой титул 2015 года. Только Александр Зверев в финале смог взять один сет у Доминика, но австриец по итогу выиграл — 6-4, 3-6, 6-0. Таким образом, за первые пять месяцев 2016 года Тим выиграл столько же турниров в туре, сколько за всю предыдущую карьеру.
Свои успехи он подтвердил на Открытом чемпионате Франции, где сумел впервые в карьере дойти до полуфинала серии Большого шлема. Доминик, посеянный под 13-м номером, последовательно обыграл Иньиго Сервантеса, Гильермо Гарсию-Лопеса, Александра Зверева, Марселя Гранольерса и Давида Гоффена. В полуфинале Тим без особой борьбы уступил первой ракетке мира Новаку Джоковичу (2-6, 1-6, 4-6). Благодаря выступлению в Париже Тим 6 июня впервые в карьере вошёл в топ-10 мирового рейтинга, поднявшись на седьмую строчку.
В первом же для себя турнире сезона на траве в Штутгарте Тим сумел не только впервые в карьере выйти в финал на этом покрытии, но и выиграть его. В полуфинале австриец отыграл два матчбола у признанного мастера игры на травяных кортах Роджера Федерера и победил (3-6, 7-6(7), 6-4), а в финале взял реванш у Филиппа Кольшрайбера за поражение месяц назад в Мюнхене — 6-7(2), 6-4, 6-4. Тим стал 29-м игроком в истории Открытой эры (с мая 1968 года), кому удалось выиграть в одном сезоне турниры на трёх разных покрытиях — грунте, харде и траве. На следующем турнире на траве в Халле Тим дошёл до полуфинала.
На Уимблдонском турнире Тим (восьмой номер посева) уже во втором раунде уступил 64-й ракетке мира чеху Иржи Веселому на трёх тай-брейках. После Уимблдона Тим выступил на грунтовом турнире в австрийском Кицбюэле, где в одиночном разряде уже в первом круге уступил ветерану сборной Австрии Юргену Мельцеру (3-6, 5-7). Зато вместе с соотечественником Деннисом Новаком Доминик в Кицбюэле впервые в карьере дошёл до финала турнира АТП в парном разряде. Австрийцы были близки к победе в турнире, но уступили паре из Нидерландов Уэсли Колхофу и Матве Мидделкопу со счётом 6-2, 3-6, [9-11].
В середине августа на мастерсе в Цинциннати выиграл всего один матч, но дошёл до 1/4 финала (из-за пропуска первого круга и отказа соперника в третьем). На Открытом чемпионате США Тим, посеянный под восьмым номером, дошёл до четвёртого раунда, где отказался от игры при счёте 3-6, 2-3 в пользу Хуана Мартина дель Потро.
Тим вернулся на корт во второй половине сентября, когда во французском Меце он впервые в карьере дошёл до финала турнира АТП в зале. В матче за титул он не смог обыграть 22-летнего француза Люку Пуя — 6-7(5), 2-6. Дальнейшие осенние турниры прошли для Тима неудачно, он выиграл всего два матча при 4 поражениях.
Несмотря на эти неудачи, Тим впервые в карьере отобрался на итоговый турнир ATP в Лондоне в середине ноября. Тим, стоявший в рейтинге девятым, заменил на турнире восьмую ракетку мира Рафаэля Надаля, не выступавшего из-за травмы. В первом матче австриец уступил Джоковичу (7-6(10), 0-6, 2-6), а затем обыграл Гаэля Монфиса (6-3, 1-6, 6-4). В решающем матче за выход из группы Тим уступил Милошу Раоничу (6-7(5), 3-6). Тим впервые закончил год в топ-10 мирового рейтинга. Всего за сезон на уровне АТП он одержал 58 побед при 24 поражениях, 6 раз играл в финалах, из которых выиграл 4.

### 2017 год: попадание в топ-4, первый финал на «Мастерсе» и второй полуфинал «Ролан Гаррос»
На старте сезона Доминик дважды вышел в четвертьфинал на турнирах в Брисбене и Сиднее. На Открытом чемпионате Австралии Тим, посеянный 8-м, впервые в карьере дошёл до 4-го круга, где уступил, как и год назад в третьем круге, 11-й ракетке мира бельгийцу Давиду Гоффену.
В феврале австриец вышел в 1/4 финала зального турнира в Роттердаме, а в конце месяца выиграл грунтовый турнир в Рио-де-Жанейро, не уступив ни одного сета в пяти матчах. В финале он переиграл испанца Пабло Карреньо Бусту (7-5, 6-4). Этот титул стал для Тима единственным в том сезоне. В марте Тим вышел в 1/4 финала турнира в Акапулько, а затем попал в ту же стадию на мастерсе в Индиан-Уэлсе.
В конце апреля австриец дошёл до финала грунтового турнира ATP 500 в Барселоне, обыграв в полуфинале впервые в карьере действующую первую ракетку мира — Энди Маррея (6-2, 3-6, 6-4). В решающем матче Тим проиграл Рафаэлю Надалю (4-6, 1-6). Вслед за этим успехом Тим в начале мая впервые в карьере дошёл до финала турнира серии мастерс, это произошло на грунте в Мадриде. Там Тим вновь встретился с Надалем, на этот раз матч прошёл в гораздо более упорной борьбе, чем в Барселоне. Испанец победил со счётом 7-6(8), 6-4. На следующем турнире серии мастерс в Риме Тим сумел обыграть Надаля, это произошло в четвертьфинале (6-4, 6-3). Однако в полуфинале австриец был разгромлен Новаком Джоковичем (1-6, 0-6).
На Открытом чемпионате Франции Тим (№ 6 посева) подтвердил свой статус одного из сильнейших игроков мира на грунте. Он выиграл пять матчей подряд, не отдав в них ни одного сета. В 1/4 финала Доминик всухую (по сетам) обыграл вторую ракетку мира Новака Джоковича — 7-6(5), 6-3, 6-0. Австриец впервые в карьере сумел обыграть Джоковича после 5 поражений в 2014—2017 годах. Ожидалось, что Доминик сумеет навязать в полуфинале борьбе Надалю, но испанец очень уверенно провёл матч и победил 6-3, 6-4, 6-0.
На Уимблдонском турнире Тим впервые в карьере дошёл до 4-го круга, где в пяти сетах уступил чеху Томашу Бердыху. Вторая половина лета прошла для Тима не очень удачно — лишь три победы в шести матчах. В августе на мастерсе в Цинциннати в 1/4 финала он уступил ветерану Давиду Ферреру.
На Открытом чемпионате США Тим (шестой номер посева) достаточно уверенно дошёл до 4-го круга, где выиграл первые два сета у Хуана Мартина дель Потро (6-1, 6-2), но затем аргентинец выиграл три сета подряд (6-1, 7-6(1), 6-4 — и не пустил Доминика в четвертьфинал.
Осенние турниры сложились для австрийца неудачно — на пяти турнирах он выиграл в сумме всего два матча. Однако благодаря успехам в первой половине сезона накануне итогового турнира ATP в Лондоне австриец впервые в карьере поднялся на 4-е место в мировом рейтинге. В Лондоне Тим проиграл Григору Димитрову и Давиду Гоффену, а также обыграл Пабло Карреньо Бусту, не сумев выйти из группы. По итогам сезона Тим занял пятое место в мировом рейтинге.

### 2018 год: три титула и первый финал Большого шлема
В январе Доминик дошёл до полуфинала на турнире в Дохе, где отказался от дальнейшего участия, тем самым пропустив в финал будущего победителя Гаэля Монфиса. На Открытом чемпионате Австралии в одиночном разряде австриец, посеянный под 5-м номером, дошёл до четвёртого круга, где неожиданно уступил 26-летнему американцу Теннису Сандгрену в пяти сетах.
В феврале на турнире в Буэнос-Айресе Тим смог завоевать титул чемпиона, одолев в финале словенца Аляжа Бедене со счётом 6-2, 6-4. По ходу турнира австриец не проиграл ни одного сета. На турнирах в Рио-де-Жанейро и Акапулько Доминик вышел в четвертьфинал.
Грунтовую часть сезона Тим начал в апреле с выхода в четвертьфинал мастерса в Монте-Карло. Затем он вышел в четвертьфинал турнира в Барселоне. В первой половине мая второй год подряд Тим дошёл до финала грунтового мастерса в Мадриде, в четвертьфинале обыграв первую ракетку мира Рафаэля Надаля 7-5, 6-3, а в полуфинале — Кевина Андерсона (6-4 6-2). В решающем матче Доминик уступил 21-летнему Александру Звереву из Германии со счётом 4-6, 4-6.
В конце мая на грунтовых кортах в Лионе Тим выиграл свой 10-й в карьере турнир АТП, победив в финал француза Жиля Симона со счётом 3-6, 7-6(1), 6-1. На Открытом чемпионате Франции Доминик впервые в карьере смог выйти в финал турнира Большого шлема, где в трёх сетах уступил «грунтовому королю» Рафаэлю Надалю, победившему в Париже уже в 11-й раз. Тим стал первым с 1995 года со времён Томаса Мустера теннисистом из Австрии кому удалось сыграть в финале Большого шлема и на Ролан Гаррос в одиночном разряде. После этой победы он поднялся в рейтинге на одну строчку и стал занимать 7-е место.
| Стадия  | Соперник (посев)     | Рейтинг | Счёт               | Время матча |
| 1 раунд | Илья Ивашко (Q)      | 119     | 6-2 6-4 6-1        | 1 ч 44 мин  |
| 2 раунд | Стефанос Циципас     | 39      | 6-2 2-6 6-4 6-4    | 2 ч 40 мин  |
| 3 раунд | Маттео Берреттини    | 96      | 6-3 6-7(5) 6-3 6-2 | 2 ч 37 мин  |
| 4 раунд | Кэй Нисикори (19)    | 21      | 6-2 6-0 5-7 6-4    | 2 ч 28 мин  |
| 1/4     | Александр Зверев (2) | 3       | 6-4 6-2 6-1        | 1 ч 50 мин  |
| 1/2     | Марко Чеккинато      | 72      | 7-5 7-6(10) 6-1    | 2 ч 17 мин  |
| Финал   | Рафаэль Надаль (1)   | 1       | 4-6 3-6 2-6        | 2 ч 42 мин  |

На Уимблдоне в первом раунде Тим не смог доиграть матч против Маркоса Багдатиса. В конце июля он вышел в четвертьфинал турнира в Гамбурге. На Открытом чемпионате США Доминик впервые вышел в 1/4 финала, где в упорнейшем матче проиграл первой ракетке мира Рафаэлю Надалю со счётом 6-0, 4-6, 5-7, 7-6(4), 6-7(5).
В сентябре австриец выиграл турнир в Санкт-Петербурге, в 4 матчах проиграв только один сет (в финале Тим обыграл словака Мартина Клижана — 6-3, 6-1). Для Тима эта победа стала первой на турнирах ATP в залах. В октябре он вышел в четвертьфинал домашнего турнира в Вене. В начале ноября Тим дошёл до полуфинала турнира серии мастерс в Париже, где уступил россиянину Карену Хачанову.
В середине ноября на итоговом турнире в Лондоне австриец проиграл Кевину Андерсону (3-6, 6-7) и Роджеру Федереру (2-6, 3-6), а затем сумел обыграть Кэя Нисикори (6-1, 6-4), но не вышел из группы в полуфинал. Тим закончил сезон на 8-м месте в мировом рейтинге.

### 2019 год: второй финал на Ролан Гаррос, первый финал Итогового турнира и первый титул на «Мастерсе»
На Открытом чемпионате Австралии Тим проиграл уже на стадии второго круга молодому Алексею Попырину, отказавшись от продолжения матча в третьем сете. В феврале он не смог защитить прошлогодний титул на турнире в Буэнос-Айресе, дойдя до полуфинала.
В марте в американском Индиан-Уэлсе, будучи седьмым сеянным, Тим первый и единственный раз в карьере выиграл турнир серии Мастерс, одержав волевую победу в финале над Роджером Федерером в трёх сетах 3-6, 6-3, 7-5.
В апреле Тим выиграл грунтовый турнир в Барселоне, не отдав ни одного сета в 5 матчах. В полуфинале Тим обыграл Рафаэля Надаля со счётом 6-4 6-4, а в финале победил россиянина Даниила Медведева — 6-4 6-0. В мае 2019 года Доминик вышел в полуфинал мастерса в Мадриде, проиграв в нём будущему победителю турнира Новаку Джоковичу на двух тай-брейках. Там же в Мадриде Доминик в мужском парном разряде вместе с аргентинцем Диего Шварцманом дошёл до финала, но проиграл паре Ройер и Текэу со счётом 2-6, 3-6.
8 июня Тим 4-й раз подряд вышел в полуфинал Открытого чемпионата Франции, где за 4 с лишним часа в пятисетовом матче, который несколько раз прерывался из-за дождя, обыграл первую ракетку мира Новака Джоковича и в итоге второй год подряд вышел в финал грунтового турнира Большого шлема. В финале Тим на равных провёл первые два сета против Рафаэля Надаля, но затем испанец уверенно довёл матч до победы. Призовые Тима за выход в финал составили 1 180 000 евро.
| Стадия  | Соперник (посев)   | Рейтинг | Счёт                | Время матча |
| 1 раунд | Томми Пол (WC)     | 131     | 6-4 4-6 7-6(5) 6-2  | 2 ч 31 мин  |
| 2 раунд | Александр Бублик   | 91      | 6-3 6-7(6) 6-3 7-5  | 2 ч 30 мин  |
| 3 раунд | Пабло Куэвас       | 47      | 6-3 4-6 6-2 7-5     | 2 ч 36 мин  |
| 4 раунд | Гаэль Монфис (14)  | 17      | 6-4 6-4 6-2         | 1 ч 48 мин  |
| 1/4     | Карен Хачанов (10) | 11      | 6-2 6-4 6-2         | 1 ч 47 мин  |
| 1/2     | Новак Джокович (1) | 1       | 6-2 3-6 7-5 5-7 7-5 | 4 ч 13 мин  |
| Финал   | Рафаэль Надаль (2) | 2       | 3-6 7-5 1-6 1-6     | 3 ч 1 мин   |

На Уимблдонском турнире Тим уже в первом круге уступил Сэму Куэрри. В июле Тим дошёл до 1/4 финала грунтового турнира в Гамбурге, где уступил на двух тай-брейках россиянину Андрею Рублёву. На следующей неделе Доминик выиграл титул в Кицбюэле на грунте, не отдав в 4 матчах ни одного сета. В финале австриец за 1 час и 41 минуту переиграл испанца Альберта Рамоса со счётом 7-6(7-0) 6-1. Для Тима этот титул стал первым в карьере на турнире АТП в родной стране (в 2014 году он играл в Кицбюэле в финале, но проиграл Давиду Гоффену), а также 10-м на грунте.
На турнире серии Мастерс в Монреале Тим вышел в четвертьфинал, где уступил Даниилу Медведеву. На Открытом чемпионате США Тим, посеянный четвёртым, уже в первом круге неожиданно проиграл 87-й ракетке мира итальянцу Томасу Фаббиано.
В начале октября австриец стал чемпионом на турнире в Пекине. В решающих раундах он переиграл двух представителей первой десятки: в полуфинале Карена Хачанова, а в титульном матче Стефаноса Циципаса со счётом 3-6, 6-4 ,6-1. Через неделю на Мастерсе в Шанхае Тим вышел в четвертьфинал. В конце месяца он стал победителем турнира в зале в Вене, где в финале был сильнее Диего Шварцмана — 3-6, 6-4, 6-3. Тим стал первым из теннисистов в сезоне, кто смог выиграть пять титулов, два из которых были одержаны на домашних турнирах.
В ноябре на Финале Мирового тура ATP 2019 в Лондоне Доминик в первой игре обыграл Федерера, затем во втором раунде не менее сенсационно переиграл Новака Джоковича. В заключительном матче в группе проиграл итальянцу Маттео Берреттини, но всё равно вышел в полуфинал с первого места. В полуфинале уверенно разобрался с Александром Зверевым. А вот в финале в упорнейшем трёхсетовом поединке проиграл греку Стефаносу Циципасу.

### 2020 год: финал в Австралии, победа в США, второй финал Итогового и попадание в топ-3
На Открытом чемпионате Австралии Доминик едва не вылетел во втором раунде, уступая в матче против Алекса Болта 1-2 по сетам. Но Тим нашёл в себе силы и выиграл два сета подряд со счётом 6-1 и 6-2. В четвертьфинале Тим преподнёс сенсацию, обыграв первую ракетку мира и первого сеяного на турнире, испанца Рафаэля Надаля, в четырёх упорных сетах. Все три победных сета Доминик выиграл на тай-брейках и эта победа для Тима стала первой на хардовом покрытии в матчах против Надаля. В полуфинале в четырёх сетах был обыгран Александр Зверев, хотя первый сет остался за Сашей. В финале Тим вёл против Новака Джоковича со счётом 2-1 по сетам, однако Тим не смог удержать преимущество и проиграл. Этот матч стал третьим проигранным финалом на турнирах Большого шлема из трёх сыгранных в карьере Доминика. Однако он заработал 1000 рейтинговых очков, что позволило ему уже в начале марта войти в топ-3 мирового рейтинга ATP, сместив с третьей строчки Федерера.
На турнире в Рио-де-Жанейро Доминик выиграл два матча, а потом в 1/4 финала неожиданно проиграл Джанлуке Магеру.
На Открытом чемпионате США, который проходил без зрителей из-за пандемии Covid-19, Тим был посеян под вторым номером после Джоковича (Надаль пропускал турнир). Тим уверенно дошёл до полуфинала, отдав в пяти матчах только один сет (хорвату Марину Чиличу в третьем круге). В полуфинале Тим встретился с прошлогодним финалистом турнира Даниилом Медведевым. Австриец уверенно выиграл первый сет, но во втором и третьем Медведев делал ранний брейк, а затем подавал на сет, имел сетболы, в том числе на своей подаче, однако Тим проявил волю к победе и сумел выиграть оба сета на тай-брейках (6-2 7-6(9-7) 7-6(7-5)). В 11-м гейме второго сета на подаче Тима у Медведева было 5 брейкпойнтов, но Доминик отыграл их все. В целом Медведев реализовал 2 из 8 брейк-пойнтов в матче, а Тим — 4 из 10. В финале, который продолжался 4 часа и 1 минуту, Тим встретился с дебютантом этой стадии турниров Большого шлема Александром Зверевым. Зверев повёл со счётом 6-2 6-4 и с брейком в третьей партии, но Тим сумел отыграть два сета. В пятой партии Доминик сделал брейк в первом же гейме, но Зверев тут же вернул подачу. В 8-м гейме Зверев сделал брейк и подавал на матч при счёте 5-3, но Тим сумел выиграть гейм на подаче Александра, а затем и на своей и сравнять счёт. В 11-м гейме Тим вновь взял подачу Зверева и подавал на матч, но Александр сумел сделать обратный брейк. Впервые в истории победитель Открытого чемпионата США определялся на тай-брейке пятого сета. Зверев повёл 2-0, но из следующих 8 мячей 6 выиграл австриец и заработал два матчбола (6-4). Зверев отыграл оба, но при счёте 6-6 проиграл мяч на своей подаче. Тим с третьего матчбола выиграл гейм, сет, матч и турнир — 2-6, 4-6, 6-4, 6-3, 7-6(6). Впервые с 1949 года в финале Большого шлема в США теннисист сумел победить, проигрывая 0-2 по сетам. На турнирах Большого шлема это последний раз случалось на Ролан Гаррос 2004 года. Тим стал первым в истории теннисистом, родившимся в 1990-е годы, выигравшим турнир Большого шлема в мужском одиночном разряде.
На Открытом чемпионате Франции, который проходил осенью из-за пандемии COVID-19, Тим уверенно прошёл первые три круга, не проиграв ни сета. В четвёртом круге Тим встретил упорное сопротивление со стороны 20-летнего француза Уго Гастона, которого сумел переиграть только в пяти сетах — 6-4, 6-4, 5-7, 3-6 ,6-3. В четвертьфинале Тим встретился со своим другом Диего Шварцманом и проиграл в матче, который продолжался 5 часов и 8 минут. Теннисисты сделали 19 брейков на двоих (у Шварцмана на один больше). В четвёртом сете Тим сумел отыграть тройной сетбол на подаче Шварцмана при счёте 4-5 и трижды был в двух мячах от победы в матче в 12-м гейме и на тай-брейке. Однако Диего сумел выиграть четвёртый сет на тай-брейке, а затем и пятую партию — 7-6(1), 5-7, 6-7(6), 7-6(5), 6-2. Тим активно выиграл 65 мячей при 81 невынужденной ошибке, у Шварцмана было 47 активно выигранных мячей при 62 ошибках.
В конце октября на домашнем турнире ATP 250 в Вене Тим уступил в четвертьфинале Андрею Рублёву в двух сетах.
На Итоговом турнире ATP в Лондоне Доминик Тим второй год подряд вышел в финал, но вновь проиграл. На сей раз он уступил россиянину Даниилу Медведеву в упорном матче со счётом 6-4 6-7(2-7) 4-6. В полуфинале Тим обыграл Джоковича также в упорнейшем трёхсетовом матче. Во втором сете Доминик имел 4 матчбола, но Джокович отыграл их и выиграл партию. В третьем сете судьба полуфинала также решалась на тай брейке. Джокович вёл 4-0, но затем Тим выиграл 6 очков подряд, и со счётом 7-5 выиграл этот тай брейк. На групповом этапе Доминик обыграл Надаля на двух тай-брейках.

### 2021 год: неудача на «Ролан Гаррос» и досрочное завершение сезона из-за травмы запястья
В феврале на Открытом чемпионате Австралии Тим уверенно прошёл два круга, а в третьем встретил упорное сопротивление Ника Кирьоса. Австралиец выиграл первые два сета, но затем австриец перехватил инициативу и победил со счётом 4-6, 4-6, 6-3, 6-4, 6-4. В четвёртом круге Тим уступил Григору Димитрову в трёх сетах (4-6, 4-6, 0-6).
После проигрыша в середине марта на турнире в Дубае Ллойду Харрису в двух сетах Тим взял паузу в выступлениях на 1,5 месяца. В начале мая на турнире серии Мастерс в Мадриде Доминик дошёл до полуфинала, где уступил Александру Звереву (3-6, 4-6), выиграв на приёме всего 30 % очков и сделав один брейк. На Мастерсе в Риме Тим проиграл итальянцу Лоренцо Сонего в третьем круге в трёх сетах — 4-6 7-6(5) 6-7(5).
На Открытом чемпионате Франции, несмотря на неудачи на весенних турнирах, Тим входил в число основных соперников главного фаворита турнира Рафаэля Надаля. На предыдущих пяти турнирах на кортах «Ролан Гаррос» Тим доходил как минимум до 1/4 финала, однако на этот раз в первом круге Доминик, посеянный под 4-м номером, сенсационно уступил 35-летнему испанцу Пабло Андухару, несмотря на победу в первых двух сетах — 6-4, 7-5, 3-6, 4-6, 4-6. За матч Тим активно выиграл 66 мячей и совершил 61 невынужденную ошибку. При этом австриец реализовал только 6 из 19 брейк-пойнтов на подаче испанца.
В конце июня на турнире ATP 250 на Мальорке на траве снялся уже в первом матче против Адриана Маннарино при счёте 5-2 в первом сете. 24 июня заявил, что не сыграет на Уимблдоне, а также на других турнирах в июле из-за травмы запястья. Ранее Тим заявил, что не выступит и на Олимпийских играх в Токио. 18 августа Тим заявил, что больше не выйдет на корт в сезоне 2021 года и не будет защищать свой титул на Открытом чемпионате США. Тим решил не делать операцию, а продолжить консервативное лечение правого запястья.

### 2022: неудачное возвращение, набор формы
Первым турниром для Тима после травмы стал «челленджер» на грунте в испанской Марбелье в конце марта. Уже в первом круге Тим проиграл 228-й ракетке мира аргентинцу Педро Качину (3-6, 4-6). Во второй половине апреля на турнире ATP 250 в Белграде Тим проиграл в первом круге австралийцу Джону Миллману (3-6, 6-3, 4-6). За этим последовал проигрыш в первом круге на турнире ATP 250 в Эшториле.
В мае Тим проиграл Энди Маррею со счётом 3-6, 4-6 в первом матче на турнире серии Мастерс в Мадриде, а затем на другом Мастерсе в Риме Доминик уступил в двух сетах Фабио Фоньини. На турнире ATP 250 в Женеве Тим проиграл итальянцу Марко Чеккинато (3-6, 4-6). На Открытом чемпионате Франции Тим был разгромлен в первом круге боливийцем Уго Деллиеном (3-6, 2-6, 4-6). Это поражение стало седьмым в семи матчах после возвращения, при этом Тим сумел выиграть лишь один сет. Положительным моментом можно считать лишь то, что Тим доиграл все матчи до конца. Летом 2022 года в турнирах на траве, включая Уимблдон, Доминик не выступал. Тим отметил, что запястье его не беспокоит, проблема лишь в том, что не получается набрать форму.
В начале июля Тим выиграл в первом круге «челленджера» в Австрии у Филипа Мисолича (6-4, 7-5), но затем уступил в трёх сетах Факундо Багнису. Вслед за этим на турнире ATP 250 в Бостаде Тим одержал первые победы на уровне ATP, обыграв Эмиля Руусувуори и 20-ю ракетку мира Роберто Баутисту Агута. В четвертьфинале Доминик уступил Себастьяну Баэсу в трёх сетах. На следующем турнире ATP 250 в Гштааде на грунте выступил ещё успешнее, где дошёл до полуфинала, где был разгромлен итальянцем Маттео Берреттини (1-6, 4-6). В Кицбюле на турнире ATP 250 Тим вновь вышел в 1/4 финала, где проиграл 140-й ракетке мира Яннику Ханфману — 4-6, 6-3, 4-6.
На Открытом чемпионате США Тим в первом круге проиграл Пабло Карреньо Бусте — 5-7, 1-6, 7-5, 3-6.
В сентябре Тим дошёл до финала «челленджера» в Ренне, где проиграл Юго Эмберу. В октябре Тим дважды выходил в полуфиналы турниров ATP 250 на харде в зале. В испанском Хихоне Тим проиграл Андрею Рублёву, а затем в Антверпене уступил Себастьяну Корде на тай-брейке третьего сета. Последним турниром сезона для Тима стал турнир ATP 500 в Вене, где австриец во втором круге уступил 4-й ракетке мира Даниилу Медведеву (3-6, 3-6). Сезон Тим закончил на 102-м месте в мировом рейтинге.

### 2023: первый за три года финал турнира ATP
На Открытом чемпионате Австралии Тим без особой борьбы в первом круге проиграл Андрею Рублёву (3-6, 4-6, 2-6). После этого последовала череда неудач, до начала апреля Тим сумел выиграть только один матч, потерпев 7 поражений. В апреле Тим дважды доходил до четвертьфиналов турниров ATP 250 на грунте в Эшториле и Мюнхене.
На турнире серии Мастерс в Мадриде Тим был близок к победе над пятой ракеткой мира Стефаносом Циципасом, но уступил на тай-брейке третьего сета. На Открытом чемпионате Франции Тим в матче против аргентинца Педро Качина сумел сравнять счёт, проигрывая 0-2 по сетам, но всё же уступил в пятой партии.
На Уимблдоне Тим вновь играл с Циципасом в первом круге и вновь был очень близок к победе над греком. Циципас всё же выиграл на тай-брейке пятого сета — 3-6, 7-6(1), 2-6, 7-6(5), 7-6(8).
В начале августа в Кицбюэле на турнире ATP 250 на грунте Тим сумел дойти до финала турнира ATP впервые с ноября 2020 года. В полуфинале Доминик в очень упорном матче обыграл 38-ю ракетку мира Ласло Дьёре — 6-7(3), 7-5, 7-6(8). Однако в решающем матче Тим без особой борьбы проиграл 22-летнему Себастьяну Баэсу (3-6, 1-6). После этого финала Тим поднялся на 84-е место в рейтинге, высшее с апреля 2022 года.
На Открытом чемпионате США Тим в первом круге переиграл 25-го сеянного Александра Бублика со счётом 6-3, 6-2, 6-4. Это был первый для Тима выигранный матч на турнирах Большого шлема с Открытого чемпионата Австралии 2021 года (до этого было 6 поражений подряд). Во втором круге Тим снялся в начале второго сета матча против Бена Шелтона, причиной было названо плохое самочувствие.
В конце сентября дошёл до 1/4 финала на турнире ATP 250 в Астане, где проиграл 58-й ракетке мира австрийцу Себастьяну Офнеру (7-5, 4-6, 2-6).
На турнире серии Мастерс в Париже прошёл квалификацию и в первом круге обыграл 38-летнего Стэна Вавринку (3-6, 6-3, 7-5). Во втором круге Тим проиграл прошлогоднему победителю турнира Хольгеру Руне (4-6, 2-6).
Тим завершил год на 98-м месте в рейтинге.

### 2024
На турнире ATP 250 в Брисбене прошёл квалификацию, но уступил в первом круге Рафаэлю Надалю (5-7, 1-6). Это была первая с 2020 года встреча Тима и Надаля, испанец победил 10-й раз в 16 матчах и всего второй раз на харде после 1/4 финала Открытого чемпионата США 2018 года.
На Открытом чемпионате Австралии Тим в первом круге встретился с 30-й ракеткой мира Феликсом Оже-Альяссимом и уступил в упорном матче со счётом 3-6, 5-7, 7-6(5), 7-5, 3-6. Матч продолжался 5 часов и 2 минуты. Тим сделал 15 эйсов при 8 двойных ошибках и реализовал 3 из 8 брейкпойнтов.
В конце января сыграл за Австрию в матче Кубка Дэвиса против Ирландии в гостях.

## Рейтинг на конец года
| Год  | Одиночный рейтинг | Парный рейтинг |
| ---- | ----------------- | -------------- |
| 2023 | 98                | 886            |
| 2022 | 102               | —              |
| 2021 | 15                | 230            |
| 2020 | 3                 | 112            |
| 2019 | 4                 | 78             |
| 2018 | 8                 | 178            |
| 2017 | 5                 | 269            |
| 2016 | 8                 | 94             |
| 2015 | 20                | 255            |
| 2014 | 39                | 257            |
| 2013 | 139               | 498            |
| 2012 | 309               | 579            |
| 2011 | 638               |                |
| 2010 | 921               |                |

По данным официального сайта ATP на последнюю неделю года.

## Выступления на турнирах

### Финалы турниров Большого шлема в одиночном разряде (4)

#### Победы (1)
| №  | Год  | Турнир                 | Покрытие | Соперник в финале | Счёт                   |
| 1. | 2020 | Открытый чемпионат США | Хард     | Александр Зверев  | 2-6 4-6 6-4 6-3 7-6(6) |

#### Поражения (3)
| №  | Год  | Турнир                         | Покрытие | Соперник в финале | Счёт                |
| 1. | 2018 | Открытый чемпионат Франции     | Грунт    | Рафаэль Надаль    | 4-6 3-6 2-6         |
| 2. | 2019 | Открытый чемпионат Франции (2) | Грунт    | Рафаэль Надаль    | 3-6 7-5 1-6 1-6     |
| 3. | 2020 | Открытый чемпионат Австралии   | Хард     | Новак Джокович    | 4-6 6-4 6-2 3-6 4-6 |

### Финалы Итогового турнираATP(2)

#### Поражения (2)
| №  | Год  | Турнир                 | Покрытие   | Соперник в финале | Счет              |
| 1. | 2019 | Лондон, Великобритания | Хард (зал) | Стефанос Циципас  | 7-6(6) 2-6 6-7(4) |
| 2. | 2020 | Лондон, Великобритания | Хард (зал) | Даниил Медведев   | 6-4 6-7(2) 4-6    |

### Финалы турнировATPв одиночном разряде (29)

#### Победы (17)
| Легенда                     |
| --------------------------- |
| Турниры Большого шлема (1)* |
| Итоговый турнир ATP (0)     |
| ATP Мастерс 1000 (1)        |
| АТР 500 (5)                 |
| АТР 250 (10)                |

| Титулы по покрытиям | Титулы по месту проведения матчей турнира |
| ------------------- | ----------------------------------------- |
| Хард (6)*           | Зал (2)                                   |
| Грунт (10)          | Зал (2)                                   |
| Трава (1)           | Открытый воздух (15)                      |
| Ковёр (0)           | Открытый воздух (15)                      |

* количество побед в одиночном разряде.
| №   | Дата             | Турнир                       | Покрытие   | Соперник в финале      | Счёт                   |
| 1.  | 20 мая 2015      | Ницца, Франция               | Грунт      | Леонардо Майер         | 6-7(8) 7-5 7-6(2)      |
| 2.  | 26 июля 2015     | Умаг, Хорватия               | Грунт      | Жуан Соуза             | 6-4 6-1                |
| 3.  | 2 августа 2015   | Гштад, Швейцария             | Грунт      | Давид Гоффен           | 7-5 6-2                |
| 4.  | 14 февраля 2016  | Буэнос- Айрес, Аргентина     | Грунт      | Николас Альмагро       | 7-6(2) 3-6 7-6(4)      |
| 5.  | 28 февраля 2016  | Акапулько, Мексика           | Хард       | Бернард Томич          | 7-6(6) 4-6 6-3         |
| 6.  | 21 мая 2016      | Ницца, Франция               | Грунт      | Александр Зверев       | 6-4 3-6 6-0            |
| 7.  | 13 июня 2016     | Штутгарт, Германия           | Трава      | Филипп Кольшрайбер     | 6-7(2) 6-4 6-4         |
| 8.  | 26 февраля 2017  | Рио-де-Жанейро, Бразилия     | Грунт      | Пабло Карреньо Буста   | 7-5 6-4                |
| 9.  | 18 февраля 2018  | Буэнос- Айрес, Аргентина (2) | Грунт      | Аляж Бедене            | 6-2 6-4                |
| 10. | 26 мая 2018      | Лион, Франция                | Грунт      | Жиль Симон             | 3-6 7-6(2) 6-1         |
| 11. | 23 сентября 2018 | Санкт-Петербург, Россия      | Хард (зал) | Мартин Клижан          | 6-3 6-1                |
| 12. | 17 марта 2019    | Индиан-Уэлс, США             | Хард       | Роджер Федерер         | 3-6 6-3 7-5            |
| 13. | 28 апреля 2019   | Барселона, Испания           | Грунт      | Даниил Медведев        | 6-4 6-0                |
| 14. | 3 августа 2019   | Кицбюэль, Австрия            | Грунт      | Альберт Рамос Виньолас | 7-6(0) 6-1             |
| 15. | 6 октября 2019   | Пекин, Китай                 | Хард       | Стефанос Циципас       | 3-6 6-4 6-1            |
| 16. | 27 октября 2019  | Вена, Австрия                | Хард (зал) | Диего Шварцман         | 3-6 6-4 6-3            |
| 17. | 13 сентября 2020 | Открытый чемпионат США       | Хард       | Александр Зверев       | 2-6 4-6 6-4 6-3 7-6(6) |

#### Поражения (12)
| №   | Дата             | Турнир                         | Покрытие   | Соперник в финале  | Счёт                |
| 1.  | 3 августа 2014   | Кицбюэль, Австрия              | Грунт      | Давид Гоффен       | 6-4 1-6 3-6         |
| 2.  | 1 мая 2016       | Мюнхен, Германия               | Грунт      | Филипп Кольшрайбер | 6-7(7) 6-4 6-7(4)   |
| 3.  | 25 сентября 2016 | Мец, Франция                   | Хард (зал) | Люка Пуй           | 6-7(5) 2-6          |
| 4.  | 30 апреля 2017   | Барселона, Испания             | Грунт      | Рафаэль Надаль     | 4-6 1-6             |
| 5.  | 14 мая 2017      | Мадрид, Испания                | Грунт      | Рафаэль Надаль     | 6-7(8) 4-6          |
| 6.  | 13 мая 2018      | Мадрид, Испания (2)            | Грунт      | Александр Зверев   | 4-6 4-6             |
| 7.  | 10 июня 2018     | Открытый чемпионат Франции     | Грунт      | Рафаэль Надаль     | 4-6 3-6 2-6         |
| 8.  | 9 июня 2019      | Открытый чемпионат Франции (2) | Грунт      | Рафаэль Надаль     | 3-6 7-5 1-6 1-6     |
| 9.  | 17 ноября 2019   | Финал Мирового тура ATP        | Хард (зал) | Стефанос Циципас   | 7-6(6) 2-6 6-7(4)   |
| 10. | 2 февраля 2020   | Открытый чемпионат Австралии   | Хард       | Новак Джокович     | 4-6 6-4 6-2 3-6 4-6 |
| 11. | 22 ноября 2020   | Финал Мирового тура ATP (2)    | Хард (зал) | Даниил Медведев    | 6-4 6-7(2) 4-6      |
| 12. | 5 августа 2023   | Кицбюэль, Австрия (2)          | Грунт      | Себастьян Баэс     | 3-6 1-6             |

### Финалы челленджеров и фьючерсов в одиночном разряде (14)

#### Победы (7)
| Условные обозначения |
| Челленджеры (2)*     |
| Фьючерсы (5+2)       |

| Титулы по покрытиям | Титулы по месту проведения матчей турнира |
| ------------------- | ----------------------------------------- |
| Хард (0+1)*         | Зал (0)                                   |
| Грунт (7+1)         | Зал (0)                                   |
| Трава (0)           | Открытый воздух (7+2)                     |
| Ковёр (0)           | Открытый воздух (7+2)                     |

* количество побед в одиночном разряде + количество побед в парном разряде.
| №  | Дата             | Турнир              | Покрытие | Соперник в финале  | Счёт                |
| 1. | 13 мая 2012      | Теплице, Чехия      | Грунт    | Марк Рат           | 6-2 6-4             |
| 2. | 24 ноября 2012   | Фес, Марокко        | Грунт    | Альберто Брицци    | 6-3 6-1             |
| 3. | 1 декабря 2012   | Уджда, Марокко      | Грунт    | Риккардо Беллотти  | 7-6(4) 6-1          |
| 4. | 31 марта 2013    | Врсар, Хорватия     | Грунт    | Пере Риба          | 2-6 6-3 3-1 — отказ |
| 5. | 1 сентября 2013  | Эсте, Италия        | Грунт    | Норберт Гомбош     | 6-1 6-4             |
| 6. | 22 сентября 2013 | Кенитра, Марокко    | Грунт    | Теймураз Габашвили | 7-6(4) 5-1 — отказ  |
| 7. | 3 ноября 2013    | Касабланка, Марокко | Грунт    | Потито Стараче     | 6-2 7-5             |

#### Поражения (7)
| №  | Дата             | Турнир           | Покрытие   | Соперник в финале    | Счёт        |
| 1. | 13 ноября 2011   | Анталья, Турция  | Хард       | Штефан Зайферт       | 6-3 5-7 3-6 |
| 2. | 15 июля 2012     | Простеёв, Чехия  | Грунт      | Иржи Веселый         | 4-6 4-6     |
| 3. | 24 марта 2013    | Ровинь, Хорватия | Грунт      | Милослав Мечирж      | 5-5 — отказ |
| 4. | 19 мая 2013      | Мост, Чехия      | Грунт      | Норберт Гомбош       | 6-4 2-6 2-6 |
| 5. | 21 июля 2013     | Модена, Италия   | Грунт      | Марко Чеккинато      | 3-6 4-6     |
| 6. | 1 сентября 2013  | Комо, Италия     | Грунт      | Пабло Карреньо Буста | 2-6 7-5 0-6 |
| 7. | 18 сентября 2022 | Рен, Франция     | Хард (зал) | Юго Эмбер            | 3-6 0-6     |

### Финалы турнировATPв парном разряде (3)

#### Поражения (3)
| №  | Дата            | Турнир                  | Покрытие | Партнёр        | Соперники в финале               | Счёт           |
| 1. | 23 июля 2016    | Кицбюэль, Австрия       | Грунт    | Деннис Новак   | Уэсли Колхоф Матве Мидделкоп     | 6-2 3-6 [9-11] |
| 2. | 17 февраля 2019 | Буэнос-Айрес, Аргентина | Грунт    | Диего Шварцман | Максимо Гонсалес Орасио Себальос | 1-6 1-6        |
| 3. | 12 мая 2019     | Мадрид, Испания         | Грунт    | Диего Шварцман | Жан-Жюльен Ройер Хория Текэу     | 2-6 3-6        |

### Финалы челленджеров и фьючерсов в парном разряде (5)

#### Победы (2)
| №  | Дата           | Турнир         | Покрытие | Партнёр          | Соперники в финале         | Счёт          |
| 1. | 28 января 2012 | Эйлат, Израиль | Хард     | Максим Дубаренко | Лука Ванни Энрико Яннуцци  | 7-6(5) 7-6(2) |
| 2. | 13 мая 2012    | Эйлат, Израиль | Грунт    | Лукас Ястрауниг  | Петер Хеллер Ральф Штайбах | 6-4 6-4       |

#### Поражения (3)
| №  | Дата           | Турнир          | Покрытие | Партнёр           | Соперники в финале                              | Счёт           |
| 1. | 15 июля 2012   | Простеёв, Чехия | Грунт    | Риккардо Беллотти | Иржи Веселый Адам Павласек                      | 6-7(2) 3-6     |
| 2. | 24 ноября 2012 | Фес, Марокко    | Грунт    | Риккардо Беллотти | Хуан Самуэль Араусо Мартинес Энрике Лопес Перес | 2-6 7-5 [7-10] |
| 3. | 1 декабря 2012 | Уджда, Марокко  | Грунт    | Риккардо Беллотти | Даниэль Гланси Мартон Фучович                   | 2-6 3-6        |

## Награды
Серебряный крест Почётного знака «За заслуги перед Австрийской Республикой» (2016)

## История выступлений на турнирах
По состоянию на 28 октября 2024 года
Для того, чтобы предотвратить неразбериху и удваивание счета, информация в этой таблице корректируется только по окончании турнира или по окончании участия там данного игрока.
| Турнир                       | 2011  | 2012  | 2013          | 2014          | 2015          | 2016   | 2017          | 2018          | 2019          | 2020          | 2021          | 2022          | 2023          | 2024  | Итог   | В/П за карьеру |
| ---------------------------- | ----- | ----- | ------------- | ------------- | ------------- | ------ | ------------- | ------------- | ------------- | ------------- | ------------- | ------------- | ------------- | ----- | ------ | -------------- |
| Турниры Большого шлема       |       |       |               |               |               |        |               |               |               |               |               |               |               |       |        |                |
| Открытый чемпионат Австралии | -     | -     | -             | 2Р            | 1Р            | 3Р     | 4Р            | 4Р            | 2Р            | Ф             | 4Р            | -             | 1Р            | 1Р    | 0 / 10 | 19-10          |
| Открытый чемпионат Франции   | -     | -     | -             | 2Р            | 2Р            | 1/2    | 1/2           | Ф             | Ф             | 1/4           | 1Р            | 1Р            | 1Р            | К2    | 0 / 10 | 28-10          |
| Уимблдонский турнир          | -     | -     | -             | 1Р            | 2Р            | 2Р     | 4Р            | 1Р            | 1Р            | НП            | -             | -             | 1Р            | -     | 0 / 7  | 5-7            |
| Открытый чемпионат США       | -     | -     | -             | 4Р            | 3Р            | 4Р     | 4Р            | 1/4           | 1Р            | П             | -             | 1Р            | 2Р            | 1Р    | 1 / 10 | 23-9           |
| Итог                         | 0 / 0 | 0 / 0 | 0 / 0         | 0 / 4         | 0 / 4         | 0 / 4  | 0 / 4         | 0 / 4         | 0 / 4         | 1 / 3         | 0 / 2         | 0 / 2         | 0 / 4         | 0 / 2 | 1 / 37 |                |
| В/П в сезоне                 | 0-0   | 0-0   | 0-0           | 5-4           | 4-4           | 11-4   | 14-4          | 13-4          | 7-4           | 17-2          | 3-2           | 0-2           | 1-4           | 0-2   |        | 75-36          |
| Итоговый турнир              |       |       |               |               |               |        |               |               |               |               |               |               |               |       |        |                |
| Итоговый турнир ATP          | -     | -     | -             | -             | -             | Группа | Группа        | Группа        | Ф             | Ф             | -             | -             | -             | -     | 0 / 5  | 9-10           |
| Олимпийские игры             |       |       |               |               |               |        |               |               |               |               |               |               |               |       |        |                |
| Летняя Олимпиада             | НП    | -     | Не проводился | Не проводился | Не проводился | -      | Не проводился | Не проводился | Не проводился | Не проводился | -             | Не проводился | Не проводился | -     | 0 / 0  | 0-0            |
| Турниры серии Мастерс        |       |       |               |               |               |        |               |               |               |               |               |               |               |       |        |                |
| Индиан-Уэлс                  | -     | -     | -             | 3Р            | 1Р            | 4Р     | 1/4           | 3Р            | П             | НП            | -             | -             | 1Р            | -     | 1 / 7  | 13-6           |
| Майами                       | -     | -     | -             | 2Р            | 1/4           | 4Р     | 2Р            | -             | 2Р            | НП            | -             | -             | 2Р            | -     | 0 / 6  | 7-6            |
| Монте-Карло                  | -     | -     | -             | 1Р            | 1Р            | 3Р     | 3Р            | 1/4           | 3Р            | НП            | -             | -             | 2Р            | К1    | 0 / 7  | 7-7            |
| Мадрид                       | -     | -     | -             | 3Р            | -             | 1Р     | Ф             | Ф             | 1/2           | НП            | 1/2           | 1Р            | 2Р            | К2    | 0 / 8  | 17-7           |
| Рим                          | -     | -     | -             | -             | 3Р            | 1/4    | 1/2           | 2Р            | 2Р            | -             | 3Р            | 1Р            | -             | -     | 0 / 7  | 9-7            |
| Монреаль/Торонто             | -     | -     | -             | 1Р            | 1Р            | 2Р     | 2Р            | 2Р            | 1/4           | НП            | -             | -             | -             | -     | 0 / 6  | 2-6            |
| Цинциннати                   | -     | -     | -             | 1Р            | 1Р            | 1/4    | 1/4           | -             | -             | 2Р            | -             | -             | -             | -     | 0 / 5  | 3-5            |
| Шанхай                       | -     | -     | -             | 2Р            | 2Р            | -      | 2Р            | 2Р            | 1/4           | Не проводился | Не проводился | Не проводился | -             | -     | 0 / 5  | 4-5            |
| Париж                        | -     | -     | -             | 2Р            | 2Р            | 2Р     | 3Р            | 1/2           | 3Р            | -             | -             | -             | 2Р            | -     | 0 / 7  | 8-7            |
| Статистика за карьеру        |       |       |               |               |               |        |               |               |               |               |               |               |               |       |        |                |
| Проведено финалов            | 0     | 0     | 0             | 1             | 3             | 6      | 3             | 5             | 7             | 3             | 0             | 0             | 1             | 0     |        | 29             |
| Выиграно турниров АТП        | 0     | 0     | 0             | 0             | 3             | 4      | 1             | 3             | 5             | 1             | 0             | 0             | 0             | 0     |        | 17             |
| В/П: всего                   | 1-3   | 1-2   | 4-2           | 22-23         | 36-28         | 58-24  | 50-27         | 54-20         | 49-19         | 25-9          | 9-9           | 18-16         | 19-24         | 2-9   |        | 348-215        |
| Σ % побед                    | 25 %  | 33 %  | 67 %          | 49 %          | 56 %          | 71 %   | 65 %          | 73 %          | 72 %          | 74 %          | 50 %          | 53 %          | 44 %          | 18 %  |        | 61,8 %         |

К — проигрыш в квалификационном турнире, НП — турнир не проводился.